# San Lorenzo de Calatrava (kommunhuvudort)
San Lorenzo de Calatrava är en kommunhuvudort i Spanien.   Den ligger i provinsen Provincia de Ciudad Real och regionen Kastilien-La Mancha, i den centrala delen av landet, 220 km söder om huvudstaden Madrid. San Lorenzo de Calatrava ligger 765 meter över havet och antalet invånare är 277.
Terrängen runt San Lorenzo de Calatrava är kuperad. Runt San Lorenzo de Calatrava är det mycket glesbefolkat, med 5 invånare per kvadratkilometer. Närmaste större samhälle är Pozuelo de Calatrava, 11,8 km norr om San Lorenzo de Calatrava. 